# Jaime Algarra Postius
Jaime Algarra Postius (Barcelona, 1879 – 1948) fue un abogado y economista español.

## Biografía

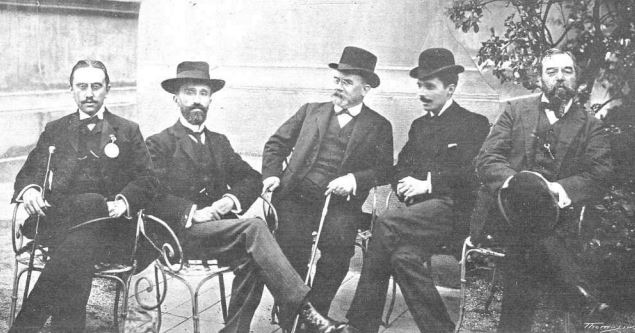
Jaime Algarra Postius, en primera imagen de izquierda a derecha.

Nació en Barcelona. Se graduó como Licenciado en Derecho en la Universidad de Barcelona; en 1902 presidió el primer Congreso Universitario Catalán. En este mismo año fue comisionado del Ayuntamiento de Barcelona. En 1905 recibió un doctorado en la Universidad Central de Madrid. A comienzos de la década de 1910 recibió el título de profesor mercantil en la Escuela Superior de Administración Mercantil de Barcelona. En esta misma época ejerció como catedrático de Economía Política y Hacienda Pública de la Universidad de Barcelona, auxiliar interino y numerario de la Facultad de Derecho, catedrático numerario de Economía Política y Elementos de Hacienda Pública de la Universidad de Barcelona; también fue profesor de Economía Política de la Universidad de Zaragoza. Además fue delegado del Ministerio de Trabajo, Comercio e Industria para la comunidad autónoma de Cataluña y Baleares.
En 1916 creó el laboratorio de Estadística Económica y Financiera de la Universidad de Barcelona, además ejerció como Vicepresidente del patronato de Previsión Social y del Instituto de Investigaciones Económicas. Colaboró en la Enciclopedia Espasa.
A finales de 1937, el Ministerio de Instrucción Pública le cesó como catedrático ya que se refugió en Roma, Italia. Allí trabajó como docente en el Instituto Internacional de Agricultura (IIA), donde impartió clases de cultura española a varios miembros del Ejército Italiano. Publicó varios artículos en la Rivista di Política Economica de Roma, también trabajó en el Instituto Internazionale “Giovane Europa”.
En 1945 ejerció como decano en la facultad de Derecho de la Universidad de Barcelona. También ejerció otros cargos públicos, entre ellos, Magistrado del Tribunal Contencioso Administrativo de Barcelona y miembro oficial del Institut international de finances publiques.

## Obras
Algunas de sus obras más relevantes y conocidas:
- 1900: Explicaciones terminológicas de la Economía teorética, Barcelona, Imprenta Ortega.
- 1910: El Anteproyecto de Código Civil suizo. Los modos de adquirir la propiedad, según el mismo, comparados con la legislación española, Barcelona, Montserrat.
- 1912: Formación del precio de las carnes en el mercado de Barcelona: estudio de la crisis de otoño de 1911.
- 1914: El crédito de los pequeños municipios y la sociedad del crédito comunal del Reino de Bélgica, Madrid, Junta de Ampliación de Estudios e Investigaciones Científicas.
- 1916: El monopolio de explosivos, ante el parlamento, Barcelona, Imprenta Elzeviriana de Borrás, Mestres y Cía.
- 1916: Sessio necrológica dedicada a la memoria del Excmo. Sr. D. Manuel Durán y Bas.
- 1940: Los cambios y la reforma monetaria, Barcelona.